# گمینا کورتنگتسا
گمینا کورتنگتسا (به لهستانی:  Gmina Korytnica) یک گمینا در لهستان است که در شهرستان ونگروف واقع شده‌است. گمینا کورتنگتسا ۱۸۰٫۵۴ کیلومتر مربع مساحت و ۶٬۴۶۴ نفر جمعیت دارد.